# Lolita (Samuele Bersani)
Lolita è il terzo ed ultimo singolo ad essere estratto dall'album omonimo di Samuele Bersani, pubblicato nel 1997.
Il brano, uscito nei negozi come singolo nel 1998, è la storia di una moderna Lolita, che approfitta della sua bellezza per sedurre il proprio professore.

## Tracce
1. Lolita
2. L'istinto